# Сумбатль
Сумбатль — село в Кулінському районі Дагестану.
Село засновано в 88 році н. е. вірменським полководцем Сумбатом. Про це написано в книзі А.Бакіханова «Гюлістан і Герам». Він написав цю книгу в 1841 році посилаючись на першоджерела давньоримського історика Таутита і вірменського просвітника Чімчіона.
Сумбатль — село залізничників. Ще в 19 ст. село було відоме своїми майстрами. 60 сумбатлінців отримали нагороди в галузі залізниць.
В селі є середня школа, бібліотека, мечеть, магазин, фельшерсько-акушерський пункт, будинок культури.